# Sh2-173
Sh2-173 è una nebulosa a emissione visibile nella costellazione di Cassiopea.
Si individua circa 3° a NNE della brillante β Cassiopeiae (Caph), la stella che rappresenta la parte più occidentale della "W" di Cassiopea, e si trova poco a sudovest della 12 Cassiopeiae, una stella bianco-azzurra di quinta magnitudine. Data la sua declinazione fortemente settentrionale, la sua osservazione è possibile in particolar modo dalle regioni dell'emisfero boreale, da cui si presenta circumpolare fino alle latitudini subtropicali, mentre dall'emisfero australe la sua visibilità è ridotta e limitata alle sole regioni tropicali.
Si tratta di una regione H II del diametro di 77 anni luce, situata a circa 2700 parsec (circa 8800 anni luce) di distanza. Si trova sul Braccio di Perseo, uno dei bracci di spirale maggiori della Via Lattea, in corrispondenza dell'associazione OB Cassiopeia OB5, la quale comprende alcuni ammassi aperti e nebulose, come Sh2-172 e Sh2-177, a contatto con una grande superbolla del diametro di 380 parsec, creata dal vento stellare delle stelle di grande massa dell'associazione. Contiene un gran numero di stelle giovani, di cui ve ne sarebbero almeno 7 fra le principali responsabili della ionizzazione dei gas, la più calda delle quali è catalogata come BD+60 39, una stella blu di classe spettrale O9V; farebbe parte di una grande regione di formazione stellare situata nei pressi dell'associazione Cas OB5, a cui sono connesse anche le nebulose vicine, nonché gli ammassi aperti NGC 103 e la sorgente di onde radio KR 98, più la nebulosa oscura LDN 1282.